# Pedaliodes plautius
Pedaliodes plautius är en fjärilsart som beskrevs av Grose-smith 1900. Pedaliodes plautius ingår i släktet Pedaliodes och familjen praktfjärilar. Inga underarter finns listade i Catalogue of Life.